# Atala Sarmiento
Atala Sarmiento Soler (Ciudad de México, 6 de diciembre de 1972) es una conductora y periodista de espectáculos mexicana, conocida principalmente por haber sido conductora del programa de espectáculos Ventaneando y el de investigación periodística La historia detrás del mito, ambos de TV Azteca.

## Biografía
Es sobrina del periodista Sergio Sarmiento y hermana del conductor de televisión Rafael Sarmiento.
Comenzó su carrera en 1996 en TV Azteca, reemplazando a Pati Chapoy en la emisión En medio del espectáculo, el cual condujo hasta 1999. Presentó el programa de espectáculos Ventaneandodesde el año 2004 hasta el mes de marzo de 2018.Del 2005 al 2014 fue la conductora principal del programa La historia detrás del mito, y entre septiembre y diciembre del 2015 fue jueza del programa Sí se puede junto a Diego Schoening y Catherine Siachoque.
En octubre del 2018 fue invitada a formar parte de la conducción del programa de espectáculos INtrusos, de la cadena Televisa, junto con Aurora Valle, Martha Figueroa y Juan José Origel.
En 2022 regresa a TV Azteca en la conducción del programa de telerrealidad Soy famoso, ¡Sácame de aquí! junto a Horacio Villalobos.

## Trayectoria
- En medio del espectáculo (1996-1999) Presentadora
- Noticiero matutino Telemundo-clima (2001) Presentadora
- La historia detrás del mito (2005-2014) Presentadora
- El gran desafío de estrellas (2009) Participante, Eliminada
- Ventaneando (2004-2018) Presentadora
- ¡Si se puede! (2015) Juez
- Hoy (2018) Invitada[9]
- Más noche (2019) Invitada[10]
- INtrusos (2018-2019) Presentadora
- Mi querida herencia (2019)
- Soy famoso, ¡Sácame de aquí! (2022) Conductora